# Alfred Grandidier

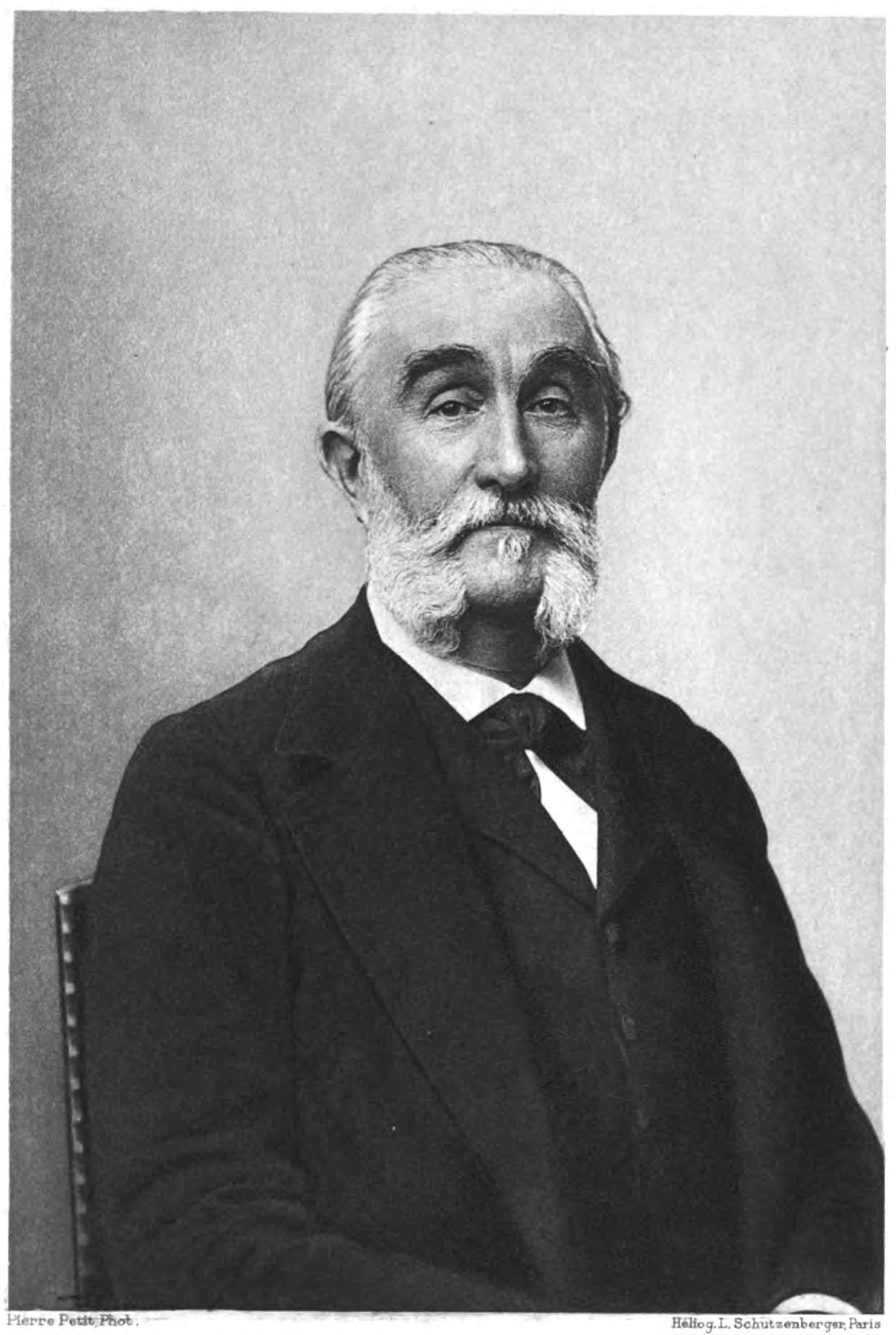
Alfred Grandidier

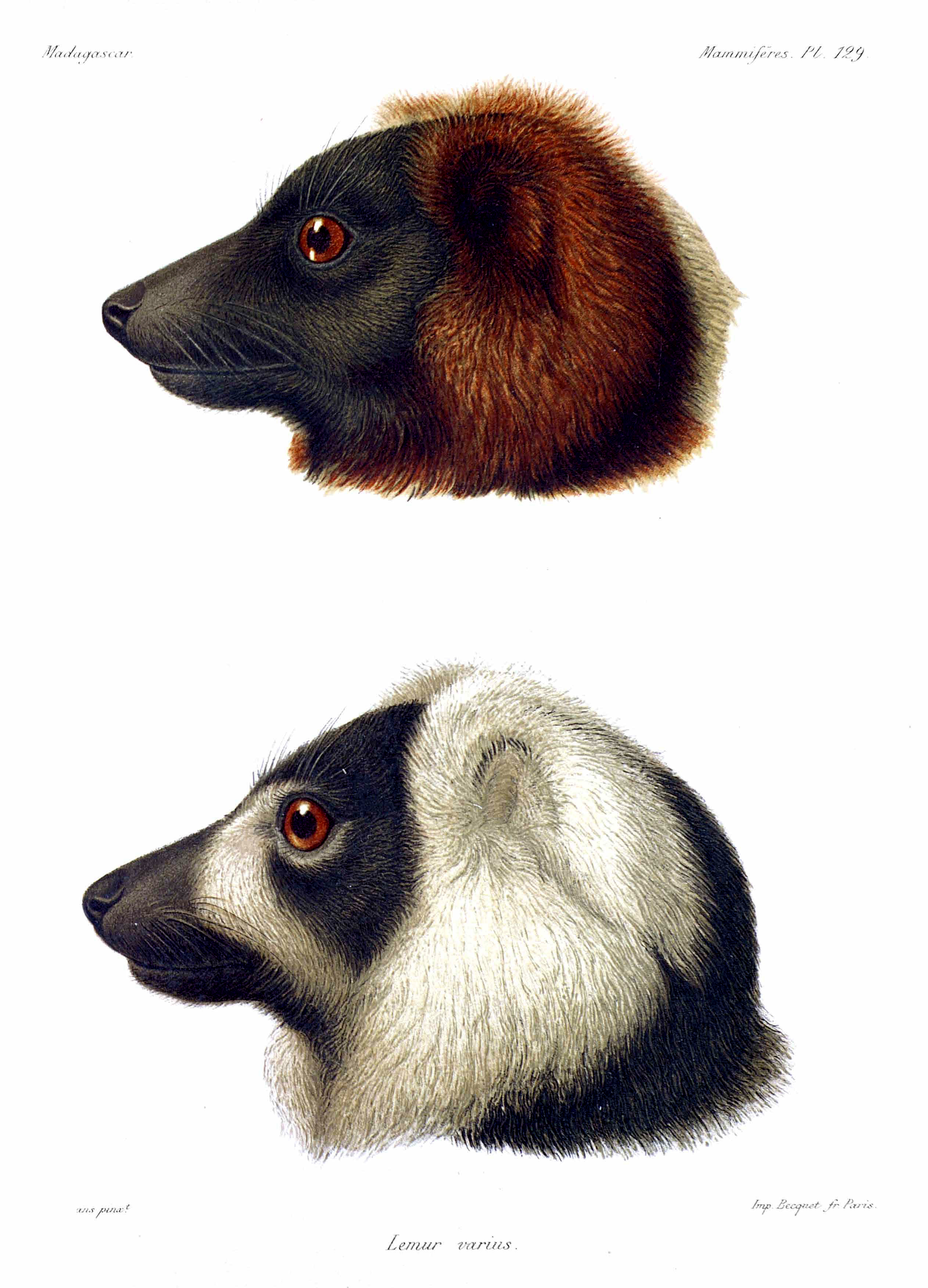
Lémures rufos (de la plancha CXXIX de Alfred Grandidier (1875-1921) en: Histoire physique, naturelle et politique de Madagascar. Vol. XX. 1892. París: Hachette et Cie.)

Alfred Grandidier (París, 20 de diciembre de 1836 – ib., 13 de septiembre de 1921) fue un explorador y naturalista francés proveniente de una muy adinerada familia. 

## Biografía

### Primeros viajes
Procedentes de una familia muy adinerada de Lorena, Alfred y su hermano, Ernest Grandidier, emprendieron un viaje alrededor del mundo, en un principio conducido por el astrofísico Pierre Jules César Janssen, que tiempo después debió abandonar la expedición por sentirse enfermo y retornó a Francia al cabo de seis meses.
Los hermanos Grandidier consiguieron visitar América del Sur entre 1858 y 1859, recorriendo los Andes, Perú, Chile, Bolivia, Argentina y Brasil. Durante su viaje lograron reunir una significativa colección de especímenes, los cuales fueron analizados en 1860 por Ernest.

### Viajes por Asia y el Índico
Los hermanos tomarían rumbos separados. Ernest marchó para la China y recolectó un vasto número de especímenes los cuales se exhiben en el Louvre y en el Museo Guimet. En 1863, Alfred consiguió viajar a la India, pues soñaba con la exploración del Tíbet disfrazado de monje budista, pero lamentablemente contrajo una severa fiebre. 
Cansado de su viaje a la India y de un ataque de malaria, partió hacia Zanzíbar y luego a la Isla de la Reunión para descansar, continuando algún tiempo haciendo sus investigaciones y publicando un informe de sus hallazgos. 

### Exploración de Madagascar
En 1865 hizo su primera visita a Madagascar, que visitó con Auguste Lantz, convirtiéndose en un devoto estudioso de la isla y frecuentándola en 1866 y en 1868, gracias al apoyo del Museo Nacional de Historia Natural de París y de la Sociedad Geográfica de París. Finalmente, regresaría en el 1870 a su país.
Después de regresar a Francia publicó numerosos artículos sobre geología y zoología, así como sobre los pueblos indígenas de Madagascar. Comenzó la ardua labor de escribir su obra capital, L'Histoire politique, physique et naturelle de Madagascar. Este trabajo fue posible en cooperación con otros como Alphonse Milne-Edwards y Leon Vaillant. El trabajo alcanzó los cuarenta volúmenes y las últimas obras fueron publicadas póstumamente por su hijo, Guillaume Grandidier, que continuó su labor exploradora en la isla africana.
Entre 1865 y 1870, Alfred viajó por Madagascar haciendo cuidadosos análisis, recolectando y clasificando especímenes de minerales, plantas y animales. Uno de sus más grandes aportes al estudio de la isla fue la determinación con exactitud de la posición de veintiséis grandes poblaciones a través de observaciones astronómicas. Durante sus exploraciones cruzó la isla en tres oportunidades, viajando alrededor de tres mil kilómetros por el interior y otros dos mil quinientos por la costa, y exploró la región de Antananarivo. 
Cuando en 1870 dejó la isla para combatir por Francia en la Guerra Franco-Prusiana, tenía recogidos una enorme cantidad de datos que permitieron trazar el primer mapa de Madagascar.
Su trabajo llamó la atención del gobierno francés hacia Madagascar, que sería anexionada por completo en 1895 tras derrotar a la reina Ranavalona III, que se exilió un año después. Se instituyó un mandato militar francés y Madagascar fue proclamada colonia francesa.

## Algunas publicaciones
- Excursion chez les Antanosses émigrés. 1872. Ed. C. Delagrave & Cie. 20 pp.
- Histoire physique, naturelle et politique de Madagascar. París. 1876
- Alphonse Milne-Edwards, Alfred Grandidier. Histoire naturelle des oiseaux, Volumen 1. Volúmenes 12-15 de Histoire physique, naturelle et politique de Madagascar. 400 pp.
- Carte de l'ile de Madagascar. París. 1885
- Géographie. Volumen 1 de Histoire physique, naturelle, et politique de Madagascar. 1885. Ed. Impr. nationale. 96 pp.
- Über die Ostküste Madagaskars. En: Bulletin de la Société de Géographie 1886
- -----------, James Sibree. The names and geography of Madagascar: as described by classic authors, by medieval geographers and by modern explorers. 1890. 15 pp.
- Histoire de la géographie de la Madagascar. París. 1893
- Les voyageurs francais à Madagascar pendant les 30 dernières années. 1894
- -----------, Henri Filhol. Observations relatives aux ossements d'Hippopotames. 1894. Ed. Imp. Becquet. 39 pp.
- Sur l'origine des Malgaches. 1899. Ed. Revue de Madagascar. 180 pp. Reeditó BiblioBazaar, 2010. 200 pp. ISBN 1144734878
- -----------, Guillaume Grandidier. Ethnographie de Madagascar. 1908. Volumen 1, Parte 2. Volumen 4 de Histoire physique, naturelle et politique de Madasgascar. Ed. Imprimerie nationale. 449 pp.
- Immigrations malaises. Histoire physique, naturelle et politique de Madagascar. 1908. Ed. Imprimerie nationale. 219 pp.
- -----------, -----------. Histoire Physique, Naturelle Et Politique de Madagascar. 1908. Vol. 1, Parte 2. Reeditó Kessinger Publ. LLC, 2009. 312 pp. ISBN 1120476860
- Souvenirs de voyages, 1865-1870. 1914

## Honores
- Electo en la Academia de las Ciencias Francesas en 1885.
- Presidente de la Sociedad de Geografía de París entre 1901 y 1905.

### Epónimos
- (Flacourtiaceae) Grandidiera Jaub.[1]

## En la ciencia
- Anexo:Zoólogos por abreviatura del nombre
- Anexo:Nombres botánicos según la abreviatura del autor
- Un mineral descubierto en Madagascar, la grandidierita, recibió su nombre.

- La abreviatura «Grandid.» se emplea para indicar a Alfred Grandidier como autoridad en la descripción y clasificación científica de los vegetales.[2]